# (714) Ulula
(714) Ulula es un asteroide perteneciente al cinturón de asteroides descubierto el 18 de mayo de 1911 por Joseph Helffrich desde el observatorio de Heidelberg-Königstuhl, Alemania.
Está nombrado por una palabra que asemeja la llamada de las lechuzas.
Forma parte de la familia asteroidal de María.